# غاري لويس (طبال)
غاري لويس (بالإنجليزية: Gary Lewis)‏ هو طبال أمريكي، ولد في 31 يوليو 1946 في لوس أنجلوس في الولايات المتحدة.

## وصلات خارجية
- الموقع الرسمي
- غاري لويس على موقع IMDb (الإنجليزية)
- غاري لويس على موقع ميوزك برينز (الإنجليزية)
- غاري لويس على موقع ديسكوغز (الإنجليزية)
- غاري لويس على موقع قاعدة بيانات الفيلم (الإنجليزية)